# Ambrose Burnside
Pour les articles homonymes, voir Burnside.
Ambrose Everett Burnside, né le 23 mai 1824 à Liberty (Indiana) et mort le 13 septembre 1881 à Bristol (Rhode Island), est un militaire et homme politique américain de Rhode Island, ayant occupé les postes de gouverneur et de sénateur. En tant qu’officier général de l’armée de l'Union durant la guerre de Sécession, il conduit des campagnes victorieuses en Caroline du Nord et l’est du Tennessee, mais connaît d'importants revers, comme à la bataille d'Antietam, à la bataille de Fredericksburg ou à la bataille du Cratère.
Il a donné son nom à son style très reconnaissable de pilosité faciale, connu en anglais sous le nom de sideburns.

## Enfance et engagement militaire
Burnside est né à Liberty, dans l’Indiana, quatrième d’une fratrie de neuf enfants de Edghill et Pamela (ou Pamilia) Brown Burnside, une famille d’ascendance écossaise. Son père, originaire de Caroline du Sud, était propriétaire d’esclaves qu'il avait libérés au moment de déménager dans l’Indiana. Ambrose suit les cours du séminaire de Liberty étant enfant, mais son instruction est interrompue au décès de sa mère en 1841 et il est placé en apprentissage auprès d’un tailleur local, finissant même par devenir associé dans l'affaire. Son intérêt pour les choses militaires et les relations politiques de son père l’amènent à s’inscrire à l’Académie militaire de West Point en 1843. Il en sort diplômé en 1847, se classant 18e sur 38, et est affecté comme sous-lieutenant à brevet, dans le 2e régiment d'artillerie. Il rejoint Veracruz pendant la guerre américano-mexicaine, mais arrive après la cessation des hostilités et est essentiellement cantonné en garnison dans la région de Mexico.
À l’approche de la guerre civile, le lieutenant Burnside sert deux ans sur la frontière, sous les ordres du capitaine Braxton Bragg au sein du 3e régiment d’artillerie, une unité d’artillerie légère à cheval, chargée de protéger les routes postales qui traversent le Nevada jusqu’en Californie. En 1849, il est blessé d’une flèche au cou au cours d’une escarmouche contre des Apaches à Las Vegas, Nouveau Mexique. En 1852, il se voit confier le commandement du fort Adams à Newport (Rhode Island), où il épouse Mary Richmond Bishop de Providence (Rhode Island) le 27 avril. Cette union, qui dure jusqu’à la mort de Burnside, ne lui donne pas de descendance.
En 1853, Burnside démissionne de l’armée, restant cependant engagé au sein de la milice d’État, et consacre son temps et ses efforts à la mise au point du fusil qui porte son nom, la carabine Burnside. Le secrétaire à la Guerre des États-Unis sous le président James Buchanan, John B. Floyd, passe un contrat avec la Burnside Arms Company afin d’équiper un large pan de l’armée avec cette carabine, ce qui la conduit à ouvrir de nouvelles usines pour sa fabrication. La Bristol Rifle Works n’était pas plus tôt achevée qu’un autre fabricant d’armes aurait soudoyé Floyd pour rompre le contrat de 100 000 $ avec Burnside. Burnside brigue, sous l’étiquette démocrate, l’un des sièges du congrès de l’État de Rhode Island en 1858 ; il est largement battu. Le poids de la campagne, ainsi que la destruction de son usine par un incendie, contribue à le ruiner et l’oblige à céder ses brevets sur les armes à feu à des tiers. Il part pour l’ouest à la recherche d’un emploi et devient trésorier de l’Illinois Central Railroad, où il travaille, et se lie d’amitié, avec l’un de ses futurs commandants, George McClellan.

## La guerre civile

### Première bataille de Bull Run
À l’éclatement de la guerre de Sécession, Burnside est général de brigade dans la milice de Rhode Island. Il lève un régiment, le 1er régiment d’infanterie des volontaires de Rhode Island, et s’en voit confier le commandement avec le grade de colonel le 2 mai 1861. En l’espace d’un mois, il est promu au commandement d’une brigade dans le secteur du nord-est de la Virginie. Il commande la brigade à la première bataille de Bull Run en juillet, engageant ses troupes progressivement et prend temporairement le commandement de la division en remplacement du général David Hunter, blessé. Après la démobilisation de son régiment de volontaires, engagés pour trois mois, il est promu au grade de brigadier general des volontaires le 6 août, chargé d’entraîner les brigades de réserve dans l’Armée du Potomac naissante.

### Caroline du Nord
Après la bataille des Hatteras Inlet Batteries (une victoire unioniste saluée comme enfin de bon augure par les Nordistes), Burnside est nommé à la tête de la division côtière (en anglais : Coast Division), ou Force expéditionnaire de Caroline du Nord, trois brigades assemblées à Annapolis (Maryland), qui formeront le noyau du futur neuvième corps d’armée et le secteur de la Caroline du Nord, de septembre 1861 à juillet 1862.
Début 1862 commence la campagne de Burnside en Caroline du Nord : sous sa direction une victorieuse campagne amphibie ferme plus de 80 % des côtes atlantiques de la Caroline du Nord aux navires confédérés pour le restant de la guerre, ce qui contribuera en mai 1862 à la chute du port de Norfolk (Virginie), jusque-là aux mains des confédérés.
En récompense de ses succès (bataille de Roanoke Island, bataille de Elizabeth City, bataille de New Bern, bataille de Fort Macon, premières victoires significatives de l’Union sur le théâtre oriental de la guerre) il est promu major general le 18 mars. En juillet, ses forces sont transportées au nord, à Newport News, en Virginie, et deviennent le neuvième corps de l’armée du Potomac.
Après l’échec de la campagne de la Péninsule de George McClellan, Burnside se voit offrir le commandement de l’armée du Potomac. Refusant cette opportunité – par loyauté envers McClellan et parce qu’il ne sous-estime pas son propre manque d’expérience militaire – il détache une partie de son corps d’armée en soutien à l’Armée de Virginie (unioniste) du général John Pope pendant la campagne de Virginie du Nord. Des télégrammes extrêmement critiques à l’égard des capacités de commandement de Pope qu’il reçoit du général de division Fitz John Porter à cette époque et fait suivre à ses supérieurs ne seront pas sans conséquences dans le procès militaire de Fitz John Porter, au cours duquel Burnside fera figure de témoin clef.
On lui offre à nouveau le commandement après la débâcle de John Pope lors de la seconde bataille de Bull Run, et à nouveau Burnside décline la proposition.

### Antietam

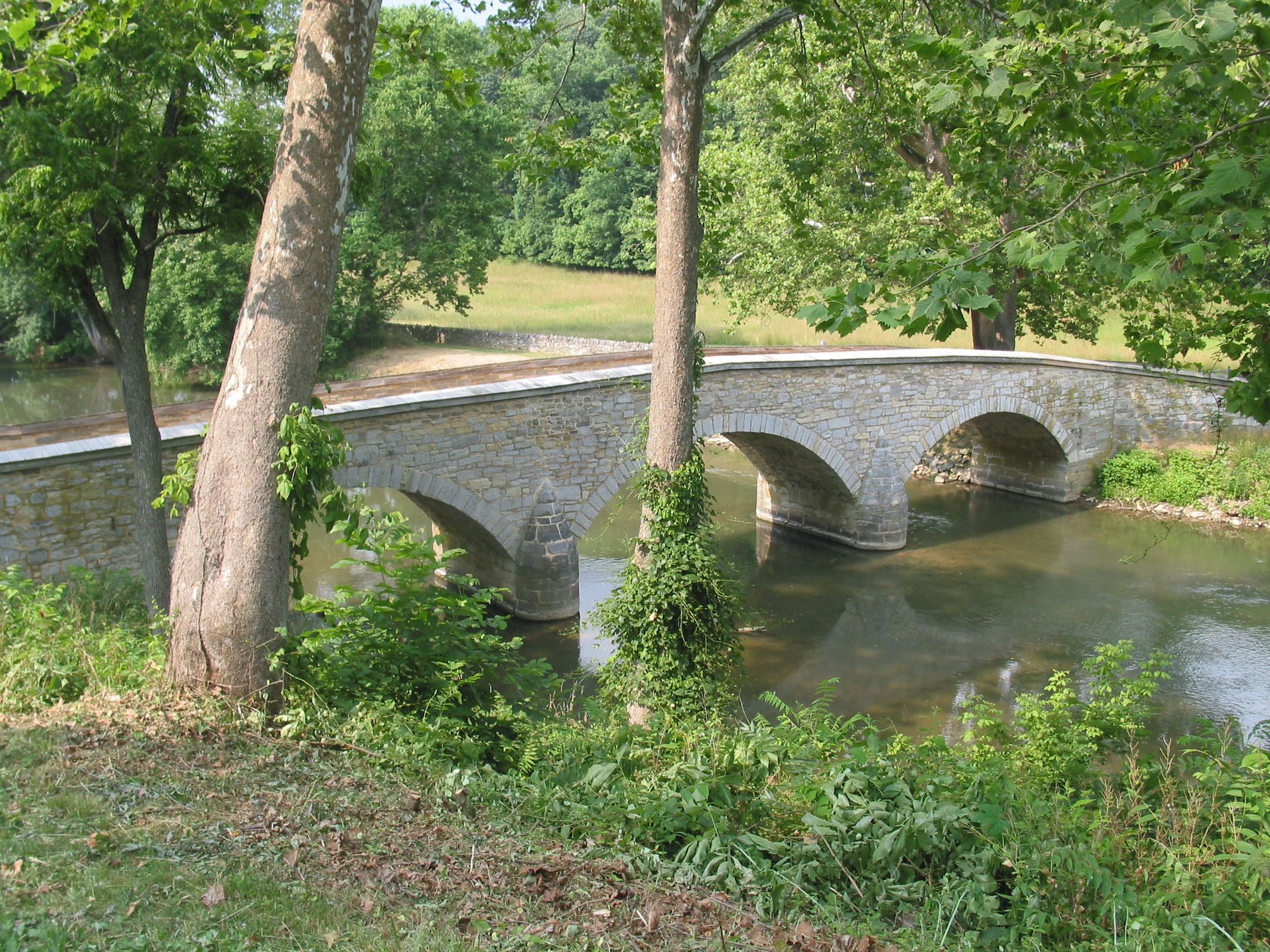
Le pont de Burnside (Burnside Bridge) sur la rivière Antietam en 2005

Burnside se voit confier le commandement de l’aile droite de l’armée du Potomac (les premier et neuvième corps d’armée) au démarrage de la campagne du Maryland en vue de la bataille de South Mountain, mais McClellan sépare les deux corps à la bataille d'Antietam, les plaçant aux deux extrémités de la ligne de front de l’Union et rendant à Burnside le commandement du seul 9e corps. Refusant implicitement de céder son autorité supérieure, Burnside agit d’abord avec Jesse L. Reno (tué à South Mountain) puis Jacob D. Cox, qui lui succède, comme s’il était demeuré le commandant de ces deux corps d’armée, faisant transiter par lui tous les ordres destinés au corps. Cet arrangement pesant contribue à sa lenteur lors de l’attaque et de la traversée du pont nommé aujourd’hui Burnside's Bridge (le pont de Burnside) sur le flanc sud de la ligne de front de l’Union.
Burnside ne procède pas à une reconnaissance appropriée de la zone et, au lieu de tirer avantage des nombreux gués hors de portée de l’ennemi, ses troupes sont contraintes à des assauts répétés au travers du pont étroit, que dominent des tireurs d’élite confédérés postés sur des hauteurs. À midi, McClellan perdait patience. Il envoie une succession d’estafettes afin de pousser Burnside à aller de l’avant. Il ordonne à un aide de camp : « dites-lui que même si ça doit lui coûter 10 000 hommes, il doit avancer ». Il augmente la pression en envoyant son inspecteur général pour mettre Burnside au pied du mur, qui s’indigne : « McClellan semble penser que je ne fais pas tout mon possible pour emporter ce pont ; vous êtes le troisième ou quatrième qui m’est envoyé ce matin avec des ordres similaires. » La division sudiste du général Ambrose Powell Hill met à profit ce répit pour arriver de Harpers Ferry et refoule la percée finale de l’Union. McClellan refuse les demandes de renforts de Burnside et la bataille s’achève dans une impasse tactique.

### Fredericksburg et laMud March
McClellan est relevé de son commandement après avoir échoué à poursuivre Lee qui faisait retraite après Antietam, et Burnside est affecté au commandement de l’armée du Potomac le 7 novembre 1862. Il se soumet avec réticence à cette assignation, qui est déjà la troisième dans sa brève carrière. Le président Abraham Lincoln presse Burnside d’entamer une action plus agressive et le 14 novembre approuve son plan de capturer la capitale confédérée à Richmond (Virginie). Ce plan mène l’Union à une humiliante et coûteuse défaite à la bataille de Fredericksburg le 13 décembre. Son avancée sur Fredericksburg est rapide, mais des retards ultérieurs dus à une anticipation insuffisante dans l’établissement de ponts flottants pour franchir la rivière Rappahannock et sa propre réticence à recourir aux gués pour partiellement déployer son armée avant que Lee n’arrive en force, permet au général Robert E. Lee de concentrer ses forces le long d’un secteur appelé Marye's Heights immédiatement à l’ouest de la ville et de repousser facilement les assauts de l’Union. Les attaques au sud de la ville, qui étaient censées former l’axe principal de l’offensive, sont mal emmenées et les percées initiales de l’Union ne sont pas exploitées. Bouleversé par l’échec de son plan et par les pertes considérables qu’entraînent ses assauts frontaux vains et répétés, Burnside dit vouloir conduire lui-même un assaut à la tête de son ancien corps d’armée. Ses commandants de corps d'armée l’en dissuadent mais les relations entre le général et ses subordonnés s’en trouvent affectées. Acceptant sa complète responsabilité, il offre de se retirer de l’U.S. Army, ce qui lui est refusé.
En janvier 1863, Burnside lance une seconde offensive contre Lee, mais elle se retrouve immobilisée par les pluies hivernales avant d’avoir obtenu le moindre résultat et on l’a surnommée par dérision la Mud March (marche dans la boue). À la suite de ce nouvel échec, il demande à Abraham Lincoln de relever de leur commandement et traduire en cour martiale plusieurs officiers qui s’étaient montrés ouvertement insubordonnés. Comme il met en balance sa démission, Lincoln opte pour cette dernière solution : le 26 janvier il remplace Burnside par le général de division Joseph Hooker, l’un des officiers qui avaient comploté contre Burnside.

### Le Tennessee oriental
Lincoln ne souhaite pas se séparer complètement de Burnside et ce dernier est affecté au commandement du département de l’Ohio à la tête de son neuvième corps. Pour lutter contre les copperheads (démocrates luttant contre la guerre et la conscription) particulièrement actifs en Ohio, Burnside édicta le 13 avril 1863 le General Order Number 38, qui lui donnait les moyens d'éradiquer l'agitation.
Clement Vallandigham, le chef des copperheads, s'insurgea contre cet acte arbitraire, fut arrêté le 5 mai 1863 et jugé deux jours plus tard, ce qui aggrava la tension en Ohio et déclencha une polémique juridique et politique que Abraham Lincoln eut du mal à apaiser.
Burnside eut aussi à affronter des raids confédérés, comme celui mené par un fameux général de cavalerie confédéré : John Hunt Thunderbolt (« La Foudre ») Morgan.
Au cours de la campagne de Knoxville, il avance jusqu’à Knoxville, dans le Tennessee, mais après la défaite du général William Rosecrans à la bataille de Chickamauga, le lieutenant général James Longstreet, dont les troupes avaient déjà affronté celles de Burnside à Marye's Heights, poursuit Burnside. Burnside vainc brillamment Longstreet à la bataille de Campbell's Station et s’avère capable de rejoindre ses retranchements en sûreté à Knoxville, où il est brièvement assiégé avant la défaite des confédérés à la bataille de Fort Sanders hors de la ville. Fixer les forces de Longstreet à Knoxville a contribué à la victoire du général Ulysses Grant sur le général Braxton Bragg à la bataille de Chattanooga. Les unités sous le commandement de William Tecumseh Sherman marchent au secours de Burnside, mais le siège a déjà été levé et Longstreet s’est retiré, rentrant finalement en Virginie.

### La campagne terrestre
Burnside reçoit l’ordre de ramener le neuvième corps jusque sur le théâtre oriental où, à Annapolis, capitale du Maryland, il le renforce de nouveaux effectifs jusqu’à dépasser 21 000 hommes. Le neuvième corps combat pendant la campagne terrestre de mai 1864 comme une unité indépendante, rendant compte initialement à Grant ; son corps n’est pas rattaché à l’armée du Potomac en raison du fait que Burnside était hiérarchiquement au-dessus de son commandant, George G. Meade, qui avait combattu comme général de division sous les ordres de Burnside à Fredericksburg. Cette disposition peu commode fut rectifiée le 24 mai juste avant la bataille de North Anna, où Burnside accepte de céder sa préséance de rang et se retrouve placé sous les ordres directs de Meade.
Burnside combat à la bataille de la Wilderness et à celle de Spotsylvania, où il ne se distingue pas, attaquant précautionneusement et apparaissant réticent à engager ces troupes dans les assauts frontaux qui caractérisent ces batailles.
Après North Anna et la bataille de Cold Harbor, il rejoint les assiégeants de Petersburg.

### La bataille du Cratère

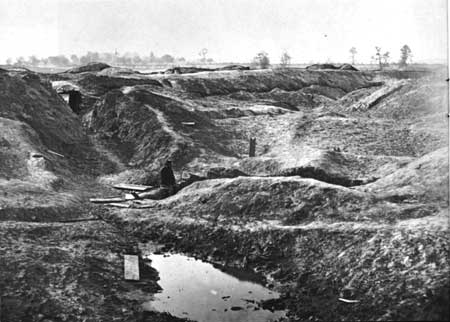
Le cratère de Petersburg en 1865.

Comme les deux armées piétinent dans une guerre de tranchée devant Petersburg en juillet 1864, Burnside approuve un plan suggéré par un régiment de mineurs de Pennsylvanie de son corps : creuser une sape sous un fort des tranchées confédérées et y faire sauter des explosifs pour surprendre les Sudistes et réaliser une percée. Le fort est détruit le 30 juillet au cours de ce que l’on appelle aujourd’hui la bataille du Cratère. En raison de l’opposition de Meade, Burnside reçoit l’ordre, quelques heures seulement avant l’assaut de l’infanterie, de ne pas faire intervenir sa division de soldats noirs, qui avait été spécialement entraînée en vue de cet objectif, et se voit forcé de recourir à des troupes blanches non-entraînées à la place. Ne pouvant décider de la division à choisir en remplacement, il fait tirer au sort ses trois subordonnés. La division désignée par le sort est celle du général de brigade James H. Ledlie (en), qui ne prend même pas la peine d’informer ses hommes de ce qu’on attend d’eux et qui est vu ivre durant la bataille, loin des avant-postes, incapable de mener ses hommes au combat. Les hommes de Ledlie pénètrent dans l’énorme cratère creusé par l’explosion au lieu de le contourner, se retrouvant pris au piège et sous le feu meurtrier des confédérés derrière leur parapet, ce qui cause de lourdes pertes.
Burnside est relevé de son commandement le 14 août et envoyé en permission par Grant ; Meade ne l’a jamais rappelé pour le service. Une commission d’enquête fera porter la responsabilité du désastre du Cratère sur Burnside et ses subordonnés. En décembre, Burnside rencontre le président Lincoln et le général Grant pour évoquer son avenir. Résigné, il s’étonne de voir Lincoln et Grant lui demander de rester dans l’armée. À la fin de l’entrevue, Burnside écrit : « Je n'ai pas été informé de quelqu’affectation que ce soit. » Il finit par démissionner le 15 avril 1865.

## Après la guerre

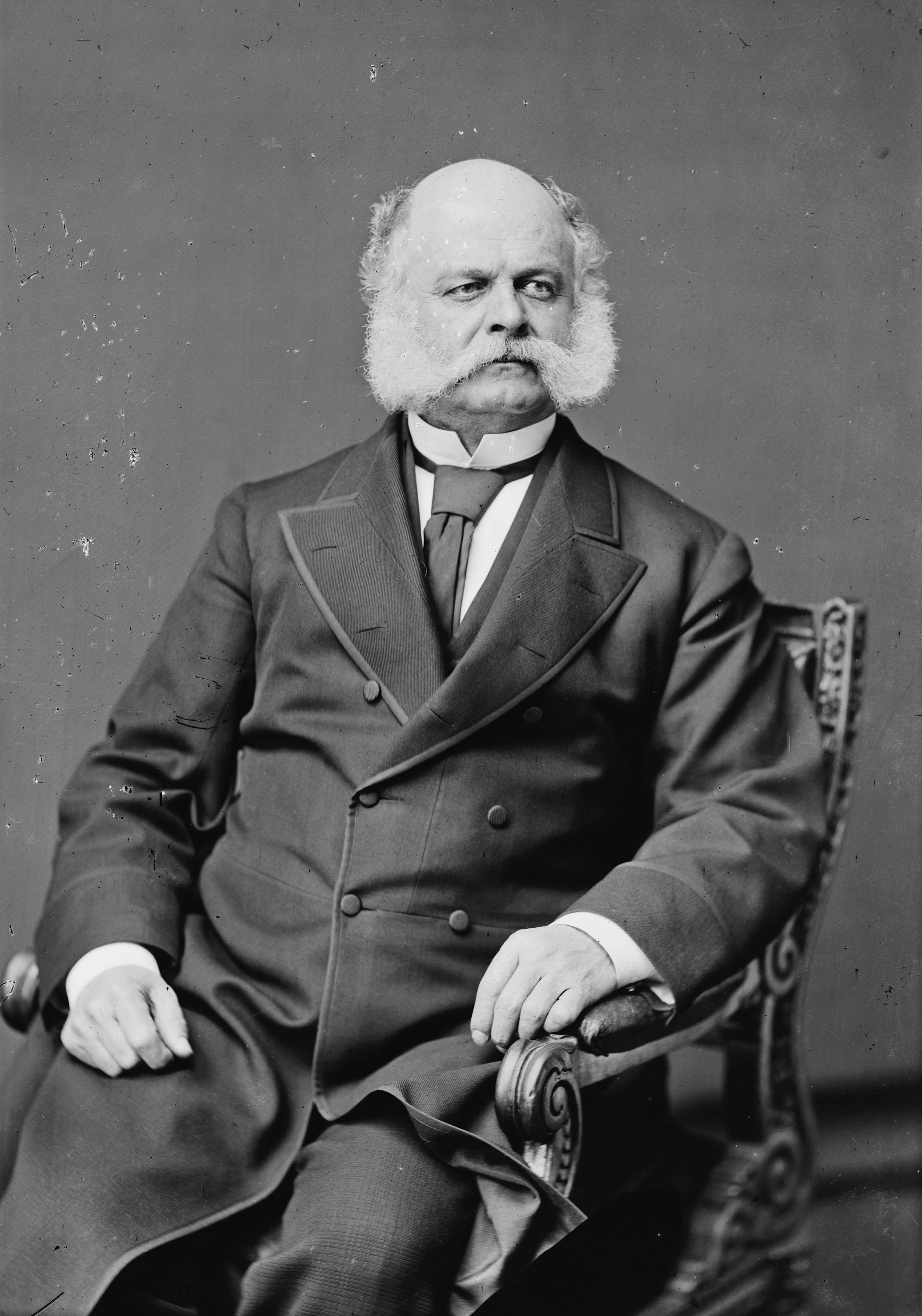
Portrait tiré après-guerre ("entre 1865 et 1880") par Mathew Brady ou Levin Corbin Handy.

Début 1865, l'ex-major-general a connu une mortification supplémentaire : la Burnside carbine à un coup a été définitivement détrônée par la Spencer carbine (à 7 coups et à répétition par levier de sous-garde), devenue extrêmement populaire dans l'US Army. Après que 55 000 unités de la Burnside carbine ont été livrées au gouvernement US, sa production cesse, et jusqu'à la fin des hostilités la Burnside Arms Co. n'usine plus que des Spencer carbines.
Après sa démission, Burnside est employé au sein de plusieurs directions de l’industrie et des chemins de fer, présidant notamment les chemins de fer de Cincinnati et de Martinsville, ceux d’Indianapolis et de Vincennes, et les Rhode Island Locomotive Works. Il est élu pour trois mandats d'un an au poste de gouverneur de l’État de Rhode Island entre mai 1866 et mai 1869. Il est commandant en chef de la Grande armée de la république, une association de vétérans nordistes, de 1871 à 1872. À la création, en 1871, de la National Rifle Association of America (NRA), il est choisi pour en être le premier président.
Au cours d’une visite en Europe en 1870, Burnside tente une médiation entre Français et Allemands engagés dans la guerre franco-prussienne, sans succès. En 1874, il est élu sénateur des États-Unis pour le Rhode Island ; il est réélu en 1880 et il sert au Sénat jusqu’à sa mort, survenue en 1881. Au cours de cette période, Burnside, qui avait été un démocrate avant la guerre, porte les couleurs du parti républicain, jouant un rôle important dans les affaires militaires en présidant également la commission des Affaires étrangères en 1881.
Burnside meurt brutalement d’une « neuralgie du cœur » (angine de poitrine) à Bristol et est enterré au cimetière de Swan Point, à Providence. Une statue équestre est érigée en son honneur à la fin du XIXe siècle dans Burnside Park à Providence.

## Burnside après Burnside
Personnellement, Burnside a toujours été très populaire – à la fois dans l’armée et dans les cercles politiques – se faisant aisément des amis, souriant beaucoup et se souvenant de chaque nom. Sa réputation de militaire professionnel, cependant, est moins positive, et est réputé pour son obstination, son manque d’imagination et son inaptitude à la fois intellectuelle et émotionnelle pour le haut commandement.
Régis de Trobriand le décrit ainsi:

« C'était un homme d'un beau caractère, honnête, droit, rempli de patriotisme, incapable de s'abaisser à aucune intrigue, et subordonnant toujours son ambition à son devoir ; seulement trop enclin à l'obstination »

Grant affirme qu’il n’était pas fait pour le commandement d’une armée, et que personne n’en avait plus conscience que lui-même. Connaissant ses limites, il a refusé par deux fois le commandement de l’armée du Potomac, ne finissant par accepter que parce que le commandement en serait allé autrement à Hooker. L’historien Jeffry D. Wert décrit le soulagement de Burnside après Fredericksburg dans un passage qui résume sa carrière militaire :

« Il s’était avéré le commandant le plus malchanceux de l’armée, un général maudit d’avoir succédé à son chef le plus populaire et un homme persuadé de ne pas être fait pour le poste. Son office avait été marqué par une amère animosité parmi ses subordonnés et un effrayant, sinon inutile, sacrifice de vies humaines. Ferme patriote, il manqua d’une forte personnalité et de volonté pour diriger ses généraux récalcitrants. Il avait souhaité combattre l’ennemi, mais la terrible pente devant Marye's Heights forme son legs. »

— Jeffry D. Wert, The Sword of Lincoln
L’historien Bruce Catton résume ainsi Burnside :

« … Burnside avait démontré de façon répétée que cela avait été une tragédie militaire de lui attribuer un rang supérieur à celui de colonel. L’une des raisons pourrait avoir été que, avec toutes ses déficiences, Burnside n’eut jamais aucun point de vue propre à appliquer ; il était un soldat loyal, honnête et simple, faisant de son mieux même si ce mieux n’était pas très bon, n’intriguant, ne complotant ni ne médisant jamais. De même, il était modeste ; dans une armée dont de nombreux officiers généraux étaient d’insupportables primas donnas, Burnside ne se prit jamais pour Napoléon. Physiquement, il était impressionnant : grand, un rien corpulent, arborant ce qui était probablement les plus artistiques, et les plus propres à inspirer le respect, des favoris de toute cette armée qui aimait à porter les favoris. Il était habituellement surmonté d’un chapeau de feutre à forme ronde et au bord rabattu, et revêtu d’une redingote croisée, sanglée à la taille et tombant au genou – un costume, malheureusement, dont la ressemblance avec celui d’un agent de police solidement charpenté des années 1880 frappera un œil moderne. »

— Bruce Catton, Mr. Lincoln's Army

### Sideburns
Burnside s’est également fait remarquer par la taille inhabituelle de sa barbe, dans laquelle les rouflaquettes qui partent de chacune de ses tempes rejoignent sa moustache, le menton étant rasé ; le mot de burnsides a été forgé en anglais pour décrire ce style. Les syllabes ont connu plus tard une inversion pour donner le mot de sideburns.

### Dans la culture populaire
Burnside a été interprété par Alex Hyde-White dans un film sorti en 2003 Gods and Generals, dirigé par Ronald Maxwell.
Burnside apparaît dans la bande dessinée "La Bataille du cratère".